# Sediul Comandamentului Marinei Militare
Sediul Comandamentului Marinei Militare (cunscut și ca Sediul Amiralității sau Comandamentul Flotei) este un monument istoric aflat pe teritoriul municipiului Constanța.. 
Clădirea a fost construită între anii 1879 și 1881, după planurile arhitectului Alexandru Orăscu, în stil neoclasic cu frontoane. A servit inițial ca hotel, mai întâi numit "Terminus", apoi "Carol". Între anii 1924 și 1927 clădirea a fost supraetajată și a devenit cămin ofițeresc, fiind preluată de Cercul Militar. Din anul 1978 a devenit sediul Comandamentului Marinei Militare, iar în 1982-1983 clădirea a fost restaurată, păstrându-se stilul neoclasic.